# 蘇貞昌
蘇貞昌（1947年7月28日—），中華民國政治人物及律師，民主進步黨籍，生於屏東縣屏東市，現任總統府資政。1981年投入政壇後曾任臺灣省議員、立法委員、屏東縣縣長、民主進步黨秘書長、臺北縣縣長、總統府秘書長、民主進步黨主席、行政院院長等職務。2006年由時任總統陳水扁任命為行政院院長，2007年卸任；2019年1月再獲時任總統蔡英文任命為行政院院長，是唯一由不同民選總統任命的行政院院長，也是蔡英文政府任內任期最長的行政院院長。2023年1月底率內閣總辭，由前副總統陳建仁接任。2024年8月獲總統賴清德聘為總統府資政。

## 生平

### 早年
1947年，生於臺灣省立屏東醫院（今衛生福利部屏東醫院），先祖來自福建省漳州府海澄縣，就讀仁愛國民學校、中正初級中學、臺灣省立屏東高級中學、國立臺灣大學法律系，大學時加入臺大橄欖球校隊。
畢業服役時分發至憲兵司令部擔任軍法官。
1971年通過律師高等考試，開始執業；1973年，蘇貞昌加入臺北國際青年商會；1978年，當上臺北青商會會長，領導該會獲「全亞洲最傑出分會獎」，蘇貞昌個人也獲「全世界最傑出分會長獎」；1979年，當上青商會中華民國總會副總會長，同年競選總會長失敗。
1979年12月，美麗島事件爆發，蘇貞昌接受姚嘉文妻子周清玉的邀請，加入美麗島事件辯護律師團，先後為姚嘉文、邱茂男辯護。

## 從政

### 臺灣省議員（1981－1989）
1981年，蘇貞昌參選第七屆屏東縣籍臺灣省議會議員，抨擊南北發展不均，提出「人說『好酒沉甕底』，屏東人敢得『踦尾包衰』？」作為競選口號。:312-313並與邱連輝聯合競選，獲得大量客家票，當選省議員。任內因質詢砲火猛烈，而與游錫堃、謝三升合稱「省議會三劍客」、「黨外鐵三角」。1983年受美国国务院邀請赴美考察，了解美国国会議會運作、議員職權行使、議員助理制度等。
1985年5月16日，蘇貞昌與十四位黨外省議員為推動省長民選及省政府組織合法化而集體辭職。
1985年，蘇貞昌參選第八屆臺灣省議員，推出「衝南衝北蘇貞昌，衝官衝府為屏東」的競選口號。任內在選區設「政治門診」，進行選民服務。
1986年9月28日，民主進步黨成立，蘇貞昌被選為第一屆中央常務委員及組織部督導，為「十八人創黨小組」成員之一。

### 屏東縣縣長（1989－1993）
1989年，民主進步黨秘書長張俊宏提出「地方包圍中央」策略，蘇貞昌代表民進黨參選第十一屆屏東縣縣長，擊敗中國國民黨籍候選人曾永權，結束國民黨在屏東長期執政。縣長任內，積極推銷屏東的農產品，使「黑珍珠蓮霧」遠近馳名；屏東縣政府的行政效率也獲臺灣省政府考察連續三十九個月第一名。
當時屏東縣議會由黑道操控，副議長鄭太吉經常在議會中恐嚇蘇貞昌，甚至對其出手推擠等。1993年，蘇貞昌競選連任，對手是國民黨籍伍澤元。伍澤元出身刑事警察，了解黑幫運作模式，並連結議長郭廷才等，以12,000票的些微差距擊敗蘇貞昌。

### 民主進步黨秘書長（1993－1995）
1993年受民主進步黨主席施明德之邀，擔任中央黨部秘書長兼發言人。任內與副秘書長邱義仁合作，辦理首次黨籍總檢查，並順利舉行第一次的總統、省市長候選人黨內初選。
1994年，蘇貞昌獲民進黨提名為副省長候選人，與陳定南搭檔參選第一屆臺灣省省長選舉，敗給國民黨候選人宋楚瑜。

### 立法委員（1996－1997）
1995年，蘇貞昌當選第三屆臺北縣立法委員，任內推動國會席次減少、改成單一選區、廢除國民大會、臺北縣升格為直轄市等主張。

### 臺北縣縣長（1997－2004）
1997年，蘇貞昌參選第十三屆臺北縣縣長。時任縣長、民進黨籍尤清任內多有爭議，對蘇貞昌選情有不利的影響。然而投票前夜，民進黨新潮流系、癌症病危的立法委員盧修一在造勢晚會上突然下跪求票，被認為打動民氣，隔天蘇貞昌以近三萬票差距，擊敗國民黨籍候選人謝深山當選。
2001年，蘇貞昌競選連任第十四屆臺北縣縣長，擊敗由泛藍陣營（國民黨、親民黨、新黨）整合推出的候選人王建煊，以五萬多票差距連任成功，也是民進黨首位在臺北縣拿下過半選票的縣長。縣長任內，帶領臺北縣舉辦2003年全國運動會、2004年臺灣燈會；各村里長發放每個月五萬元的基層工作費，並廣設托兒所、縣立完全中學，積極經營民進黨在臺北縣的基層組織。
2003年12月11日，蘇貞昌接受時任總統陳水扁邀請，擔任2004年總統選舉陳水扁競選總部總幹事，協助陳水扁連任成功。

#### 任內施政

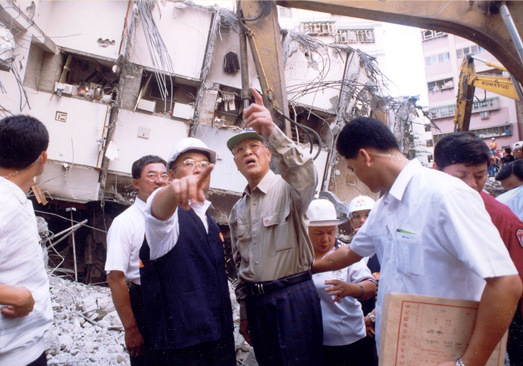
1999年9月28日，李登輝總統與時任臺北縣縣長蘇貞昌視察新莊「博士的家」社區。

整治水患，增設環河公園：整治二重疏洪道（今新北大都會公園），推動「基隆河初期治理計畫」、「基隆河整體治理計畫（汐止、瑞芳）」、「中和排水路整治」、「中和南山溝分洪」（南勢角）與興建三十八座抽水站，且開始闢建臺北縣河濱自行車道。
整頓公共衛生環境：接續前縣長尤清的政策，移除大漢溪兩岸（新莊、三重、土城、樹林、板橋）五座垃圾山，整建為大漢溪沿岸公園，清理臺北縣境內遭垃圾與廢棄物佔據的十二條環河道路。積極推動行政區公共污水下水道管線與用戶接管工程，使臺北縣公共污水下水道用戶接管戶數急速成長，大幅度改善新店溪、大漢溪、基隆河、淡水河的污染情況。
規劃交通建設：向中央爭取特二號道路（台65線）、台64線快速道路「八里五股段」、臺北縣側環河快速道路（今新北環河快速道路）、臺北捷運蘆洲線與新莊線開始動工興建、要求中央自行接辦桃園機場捷運之興建、規劃推動捷運環狀線採BOT方式興建、擇定縣內110條主要道路推動「新好大街計畫」，就主要道路進行土木工程整頓、廣告招牌統一化，以及道路、分隔島、人行道綠美化工程。萬板橋興建末期遭遇應拆遷戶強力抗爭，蘇貞昌貫徹公權力完成拆除，促使萬板橋順利完工，便利臺北市與板橋江子翠間往來交通。
推動土地開發案：調整尤清任內新板橋車站特定專用區規劃，並完成新縣政府大樓與縣民廣場、追風廣場（現改建為新板萬坪都會公園）興建，協助臺鐵完成新板橋車站遷建。臺北大學特定區、林口新市鎮第三、四市地重劃區、三重重陽大橋引道市地重劃區（重陽重劃區）、蘆洲南港子市地重劃區、泰山東側市地重劃區（十八甲重劃區）、新莊副都心開發案、新莊頭前市地重劃區。推動開發土城頂埔科技園區並成功招商，引進鴻海科技集團等公司創造就業機會，並於行政院院長任內定案板南線延伸至頂埔科技園區設站。
推展地方特點與觀光：於淡水興建漁人碼頭、創辦藍色公路、完成淡水老街再造、打造「金色水岸」河岸景觀工程與設置淡水古蹟園區；於八里強力拆除河濱違建，闢建海濱公園，並對八里渡船頭及老街進行整建。另推動興建十三行博物館，同時搭配海濱木棧道暨自行車道規劃；於金瓜石推動興建黃金博物館園區；創辦平溪天燈節；於鶯歌推動興建陶瓷博物館，並完成陶瓷老街再造；創辦貢寮國際海洋音樂祭；於深坑創辦豆腐節；於烏來創辦溫泉櫻花祭，興建泰雅民族博物館；於三峽整頓修建三峽老街與客家文化園區。
促進公共安全、增設醫療院所：1998年成立全省第一個消防局，由專責的防災單位統籌臺北縣公共安全及災害防救相關事宜。同時興建十三個消防分隊廳舍與採買大量消防救災裝備，逐步充實消防人力、設備，提升災防能力；於中和推動興建雙和醫院；於金山推動興建財團法人北海岸金山醫院（現改為臺大醫院金山分院）。
減輕負債：任內臺北縣負債增加共計五百餘億。
評價
- 2003年《天下雜誌》「縣市長施政滿意度調查」，蘇貞昌整體施政滿意度為全國第五名[51][52]。
- 2005年7月份經《遠見雜誌》民意調查，評選為全臺施政滿意度最高評等之五顆星縣長[53]。

### 總統府秘書長、黨主席
2004年，獲陳水扁總統任命為總統府秘書長，由副縣長林錫耀代理臺北縣縣長。任內推動「憲政改造」工程，並辦理先期籌備工作。蘇貞昌在總統府內設「憲政改造推動工作小組」，舉辦多場憲改座談會。2005年1月，以專心於民進黨主席工作請辭。
2004年，出任民進黨立委選舉競選總幹事，並擔任「改革進步助選團」總團長。
2005年就任民進黨主席，任內舉行「三二六護台灣大遊行」活動，抗議中国大陆通過《反分裂國家法》。同年帶領民進黨取得127席任務型國民大會代表，成為國會第一大黨。年底三合一選舉結果，民進黨執政縣市由十縣市降為六縣市，蘇貞昌隨即宣布辭去黨主席。

### 行政院院長（2006－2007）
2006年1月19日，總統陳水扁宣布任命蘇貞昌為第二十任行政院院長，接替謝長廷。
2006年5月31日，總統陳水扁因國務機要費案及女婿趙建銘遭檢調收押，宣布「權力下放」，蘇貞昌被授權能全權決定行政院所有政策及人事任命。
2006年10月25日，依據經續會結論，蘇貞昌率領內閣宣布啟動「大投資，大溫暖」第一階段三年衝刺計畫。
2006年11月19日，蘇貞昌表示支持興建蘇花高，一反謝長廷提出以東部領航計畫代替蘇花高的政策。
2006年12月31日，行政院舉辦「內閣年終檢討會」。
2007年5月21日，蘇貞昌率領內閣總辭，並由第二次張俊雄內閣接替。

### 暫別政府
2007年5月6日，民進黨舉行2008年總統選舉黨內初選。第一輪選舉結果，蘇貞昌以33.40%得票率落後給謝長廷的44.66%，隨即宣布退出初選，不參加第二輪投票。
2007年8月15日，謝長廷自印尼返國，宣布蘇貞昌為副總統候選人，民進黨中常會也通過「全力支持長昌配」提案。兩人發表「六個基本政策理念」及「幸福經濟」等選舉政見。2008年3月22日晚間開票結果，「長昌配」得票率輸給「馬蕭配」（馬英九、蕭萬長）。蘇貞昌對敗選表示：「我和民進黨應該深自檢討，繼續關心這塊土地和人民，這是我現在要做的事」。
2009年5月，蘇貞昌獲民進黨提名為臺北縣縣長候選人。唯當年度臺北縣改制為新北市，市長選舉延至隔年（2010年）與其它直轄市合併舉行，因此蘇貞昌最終並未競選。

#### 競選臺北市市長（2010）
2010年3月3日，蘇貞昌於臺北市大龍峒保安宮宣布參選第五屆臺北市市長，5月24日獲民進黨正式提名。以「台北超越台北」為競選主軸，並發表校園安全、老人福利、城市綠化、婦幼、都市發展、教育等政策白皮書，然而敗給尋求連任的國民黨籍候選人郝龍斌。
2011年3月21日下午，蘇貞昌透過簡訊宣布參加民進黨2012年總統選舉黨內初選，並於22日下午七時於臺北市公務人力發展中心召開記者會，發表「腳踏土地，迎向未來」的聲明，正式宣布參選。高雄市市長陳菊、臺南市市長賴清德、前總統府國策顧問李喬、前總統府資政鍾肇政等皆出席記者會。選戰期間，蔡英文陣營傳出呼籲支持者以「唯一支持」及「蔡媽媽」（蔡英文、馬英九、馬英九）等方式回答對比式電話民調，並指藍營動員農漁會系統暗助蘇貞昌。蘇貞昌在4月13日黨內第二場政見發表會回應表示：「我聽了很難過」、「同黨的不要這樣搞」。4月27日初選結果，蔡英文對馬英九為42.50%比35.04%，蘇貞昌對馬英九為41.15%比33.79%。蘇貞昌以1.35%、換算票數兩百零三票的微幅差距敗選。

#### 再任黨主席（2012－2014）
2012年4月11日上午，蘇貞昌偕同夫人於民進黨中央黨部登記參加第十四屆主席選舉。5月27日選舉結果，蘇貞昌以50.47%的過半得票率當選。面對團結質疑，蘇貞昌於勝選當晚表示：「選後的民進黨一定是團結的」、「今晚所有民進黨員都是最大贏家」。

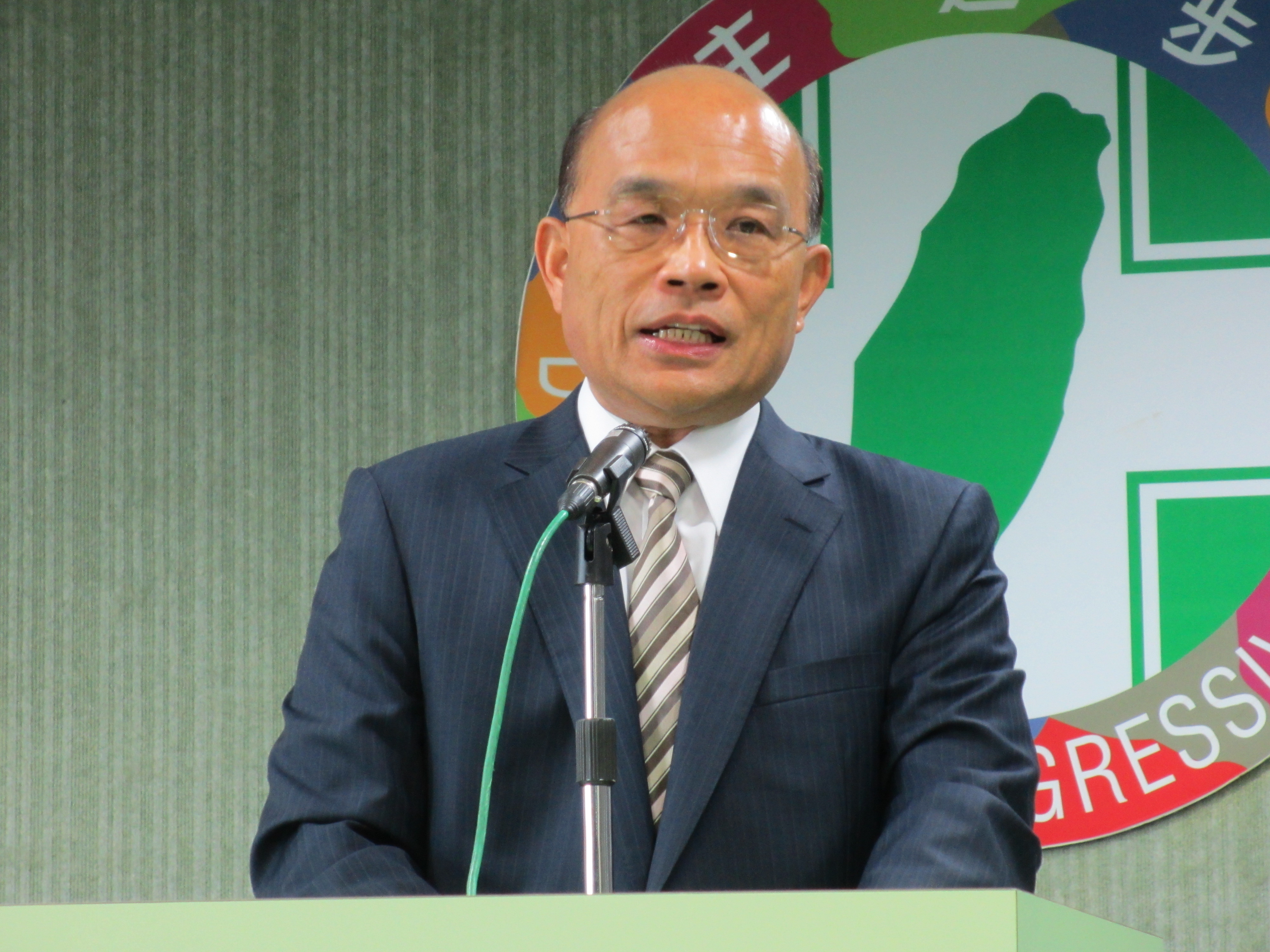
2012年，時任民進黨主席蘇貞昌。

2012年9月18日，民主進步黨立法院黨團對行政院院長陳冲提出「不信任案」，蘇貞昌表示民間「換內閣，救經濟」呼聲高，其支持民進黨黨團的決議。9月22日上午十一時立法院記名投票表決結果，贊成四十六票、反對六十六票，「不信任案」遭否決；2013年10月10日上午，蘇貞昌於民進黨中央黨部宣布將對行政院院長江宜樺提出「不信任案」民進黨隔日（11日）正式向立法院院會提出。10月15日上午十一時四十分記名投票表決結果，贊成45票（民進黨40票、台聯3票、親民黨2票）、反對67票（國民黨65票、無盟1票、無黨籍1票），「不信任案」遭否決。
2014年4月14日，蘇貞昌於臉書表示不會參加第十五屆主席選舉。因為距離年底選舉僅剩幾個月，為了打贏選戰，「力量不能散，黨不能先亂，少一次廝殺，黨就少一分傷害，在兩位前主席（蔡英文、謝長廷）已經表達參選意願情況下，作為現任主席，幾經斟酌，決定不參選此次黨主席選舉。」並認為民進黨「唯有與人民做夥，黨才有未來。」同日稍後，謝長廷也宣布退選，蔡英文則於臉書感謝蘇貞昌與謝長廷二人「為台灣民主勞心勞力、全心付出，值得所有台灣人民的肯定」。5月28日下午，蘇貞昌在民進黨中央黨部與蔡英文交接主席印信，並致辭表示「從這一刻起，我交出位子，也卸下責任，但沒有放下對臺灣的關心」，並呼籲黨內多給蔡英文「支持、加油與祝福」。

#### 競選新北市市長（2018）
2018年，蘇貞昌參選新北市市長，惟以三十萬票敗給國民黨籍候選人侯友宜。

### 再任行政院院長（2019－2023）

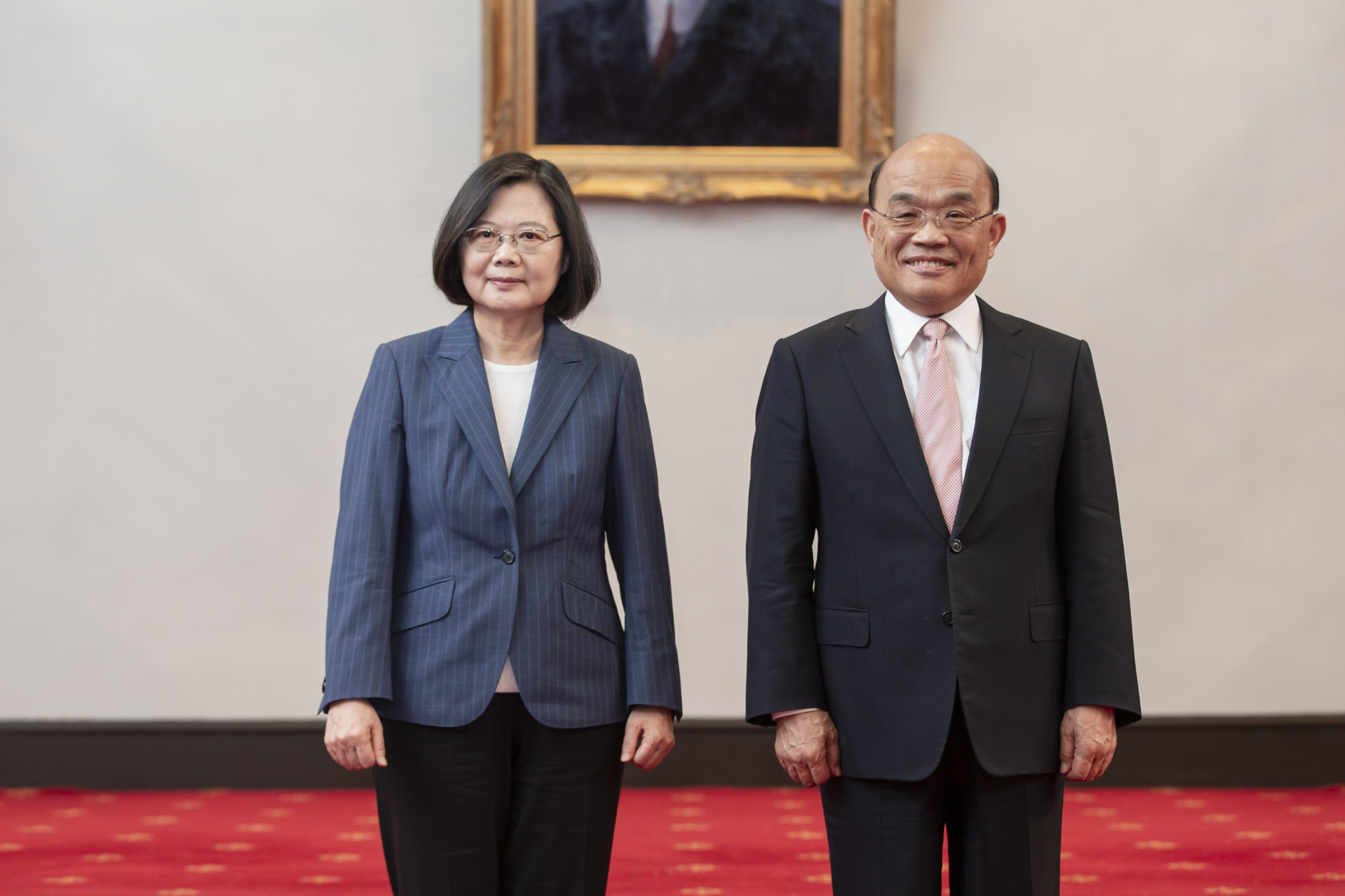
總統蔡英文與行政院院長蘇貞昌。

2019年1月，因為民進黨在2018年九合一選舉慘敗，時任行政院院長賴清德率領內閣總辭。總統蔡英文於1月11日任命蘇貞昌接任行政院院長，並任命陳其邁為副院長輔助其工作，使蘇相隔十二年再掌中央政府。巧合的是，2006年蘇貞昌首次出任行政院院長時，副手即為蔡英文，再任此職時蔡已為其頂頭上司。
由於蘇、陳二人均在此前的九合一選舉中於所參選地敗選，使此次組閣人事遭受一定非議，在輿論間有「敗選內閣」之說法。但在蘇貞昌帶領下，行政院得以較為高效地運轉，相繼核定高鐵延伸屏東計劃、組織舉辦「2020屏東熱帶博覽會」，應對非洲豬瘟、南方澳大橋斷裂事故等重大事件，並積極推動同性婚姻合法化：行政院提出的相關法案在2019年5月獲立法院三讀通過並於當月生效，使中華民國成為亞洲首個同性婚姻合法的國家。2020年初，民進黨成功在總統選舉中衛冕執政權後，蘇貞昌續任行政院院長，並在此期間組織應對新冠肺炎疫情。
蘇貞昌二度任閣揆期間打破許多紀錄：2022年1月15日超越游錫堃，成為總統民選後單一任期及總任期最長的行政院院長；同年12月18日，又超越俞國華75歲142天的年齡，成為歷來年齡最老的行政院院長。2023年1月19日，在該次會期結束、審議完中央政府總預算後，蘇貞昌宣布辭職，1月31日交接給新任閣揆陳建仁。

## 政策立場
- 2011年2月14日，蘇貞昌對兩岸政治論述拋出「臺灣共識」的概念，即主張以民進黨的《臺灣前途決議文》為主要精神，堅持臺灣主權立場，同時守住「生存是王道、民主是基石」兩大原則，並認為「臺灣共識」的概念較諸其它共識論述「最能代表臺灣兩千三百萬人的利益」、「屬於主流民意的共識，才叫共識」。[73]

- 2013年2月4日，蘇貞昌於日本東京訪問之際表示，臺灣應與美國、日本、南韓等周邊國家組成「民主同盟」，「基於分享共同的價值：民主、自由、人權，讓這個地區維持相對的安全與減少動盪」，並對於釣魚臺主權爭議，民進黨認為「要強化周邊國家的民主同盟，才能進一步維持這個地方長期以來的穩定、安全與繁榮」。[74]
- 2013年6月13日，蘇貞昌於美國華府「布魯金斯研究院」發表演講，重申民進黨中國政策的核心價值是「臺灣是一個主權獨立的國家，它的國號是中華民國，這是臺海的現狀，任何改變此一現狀的行動，都必須獲得臺灣人民透過公民投票的民主機制來決定」，這就是「民主過程決定論」。[75]
- 2014年1月14日，蘇貞昌於接受中央廣播電臺〈早安臺灣〉節目訪問時表示，兩岸關係如同「海灘之鷗」，海灘上的人與海鷗應彼此欣賞，如人欲捉海鷗便會使牠飛走，「中國要抓住臺灣的心，是不要去抓它、不要去礙它，反而是多給它一點鼓勵與空間，一點都不礙事。」；蘇貞昌並呼籲中國大陸勿打壓臺灣的國際空間，應「中國加一」，讓中國與臺灣一起出現在世界上，「中國用很多力氣限制臺灣，讓人家看到中國沒有自信，而且中國是那麼樣的封閉，這樣不好」。[76]
- 2019年2月20日，蘇貞昌於自己社群媒體發佈影片，公吿行政院為遵守司法院大法官釋字第748號解釋[77]，及編號第12號公投案結果，說明將於隔日行政院院會提出《司法院釋字第748號解釋施行法》[78]。影片中亦說明「人類社會不斷進步，窮人、女性、黑人在過去曾被歧視很長的時間，也沒有投票權，如今都逐漸獲得尊重。過去社會一直以為性傾向只有異性相吸，誤以為同性一定相斥，因不瞭解同性戀而害怕及排斥；如今醫學證明同性戀是自然的、不是疾病，不會傳染，也不可能因教導或壓迫而使異性戀者變成同性戀，更不可能因治療或壓迫，而使同性戀者變成異性戀。」[79]

## 選舉紀錄
| 年度 | 選舉屆數                 | 選舉區                                 | 所屬政黨   | 得票數    | 得票率 | 當選標記 | 備註 |
| ---- | ------------------------ | -------------------------------------- | ---------- | --------- | ------ | -------- | ---- |
| 1981 | 第七屆臺灣省議員選舉     | 屏東縣選舉區                           | 無黨籍     | 36,429    | 10.16% |          |      |
| 1985 | 第八屆臺灣省議員選舉     | 屏東縣選舉區                           | 無黨籍     | 84,644    | 21.94% |          |      |
| 1989 | 第十一屆屏東縣縣長選舉   | 屏東縣                                 | 民主進步黨 | 228,481   | 54.28% |          |      |
| 1993 | 第十二屆屏東縣縣長選舉   | 屏東縣                                 | 民主進步黨 | 214,495   | 48.16% |          |      |
| 1995 | 第三屆立法委員選舉       | 臺北縣選舉區                           | 民主進步黨 | 66,146    | 4.67%  |          |      |
| 1997 | 第十三屆臺北縣縣長選舉   | 臺北縣                                 | 民主進步黨 | 571,658   | 40.67% |          |      |
| 2001 | 第十四屆臺北縣縣長選舉   | 臺北縣                                 | 民主進步黨 | 874,495   | 51.31% |          |      |
| 2008 | 第十二任總統、副總統選舉 | 第十二任總統、副總統選舉               | 民主進步黨 | 5,444,949 | 41.55% |          |      |
| 2010 | 第五屆臺北市市長選舉     | 臺北市                                 | 民主進步黨 | 628,129   | 43.81% |          |      |
| 2012 | 第八屆立法委員選舉       | 全國不分區及僑居國外國民立法委員選舉區 | 民主進步黨 | 4,556,424 | 34.62% |          |      |
| 2018 | 第三屆新北市市長選舉     | 新北市                                 | 民主進步黨 | 873,692   | 42.85% |          |      |

## 荣誉

### 中华民国勋章奖章
- 一等景星勋章（2005年3月2日于台北总统府颁授[80]）
- 一等卿云勋章（2007年6月5日于台北总统府颁授[81]）
- 一等卿雲勳章（2024年5月16日於台北總統府頒授）[82]

## 著作
| 出版日期      | 書名                                                | 作者             | 出版社               | ISBN               |
| 2003年12月1日 | 《衝衝衝蘇貞昌：電火球智慧王的執行力》              | 何榮幸           | 天下遠見出版有限公司 | ISBN 9864172239    |
| 2007年6月     | 《走正道•做實事－行政院蘇院長貞昌先生95年言論選集》 |                  | 行政院新聞局         | ISBN 9860096392    |
| 2007年11月    | 《走正道•做實事－行政院蘇院長貞昌先生96年言論選集》 |                  | 行政院新聞局         | ISBN 9860107475    |
| 2011年3月     | 《我們，在超越的路上》                              | 超越團隊         | 超越文創教育基金會   | ISBN 9868702712    |
| 2023年9月     | 《護國四年：會做事的團隊，盼台灣成為幸福之地》      | 行政團隊, 謝其濬 | 遠足文化             | ISBN 9789865082697 |

## 爭議

### 選舉誠信
2010年五都選舉時，蘇貞昌在大龍峒保安宮宣布個人參選臺北市市長的意願，並表示曾經連選兩任臺北縣縣長的他不會參選新北市市長：「美国的華盛頓總統，可以選第三任而不選，抗拒誘惑，樹立典範，這是民主的精髓，自己不敢違逆、不願意破壞。如果有一天我有更大的能力，會更努力的回饋臺北縣縣民頭家，我對臺北縣始終感情濃厚，但我不會選第三次」；2018年蘇貞昌宣布參選新北市市長，並在臉書發文表示自己當年曾在大龍峒保安宮廟埕說過不選第三次，但看到新北市的發展停滯不前，加上形勢發展出乎意料，面對新北市市民的期待以及黨整體佈局需要，在經過慎重思考之後，決定接受民進黨徵召。蘇貞昌的表態，遭質疑爭議其誠信問題、「連神明都敢騙」。
1997年，蘇貞昌五十歲代表民進黨參選臺北縣縣長，自詡為「多汁牛排」，以「選縣長就像選牛排，絕對不要挑太老或太嫩的肉」嘲諷國民黨推出的候選人謝深山太老；2018年蘇貞昌以七十一歲高齡回鍋參選新北市市長，因此在年紀、誠信方面皆備受質疑，事後則道歉「人生的劇本不是我能偷看」。

### 粗魯行為
2018年9月23日，蘇貞昌出席瑞芳區競選總部成立大會，離去時瑞芳區龍山里里長兼反深澳燃煤電廠自救會會長陳志強上前陳情。陳志強正要開口表達訴求時，蘇貞昌反問「今天是在幹什麼？你知道嗎？」並拿走連署書且用力拍打他的肩膀和肚子。陳志強認為，蘇的動作真的很粗暴。影片上傳後引發批評，蘇貞昌受訪時向陳志強表達歉意：「如果因為急促中聲音大，或碰觸到他讓他覺得不舒服，我誠心地在此向他致歉」；2019年蘇貞昌上任行政院院長半年後，陳志強發文稱讚蘇貞昌施政有感，蘇也在臉書回應，雙方順利和解。

### 行政院院長任內
2020年5月6日行政院推出紓困措施申請，然而蘇貞昌於5月7日記者會中稱「中央查核、基層免責」，實際上還是要基層審核；其中新北市政府因此將紓困申請案全數送至衛福部核定，衛福部社工司司長楊錦青表示「中央、地方各有權責，新北市這是錯誤示範，但為給民眾方便，會加班處理」。
2020年11月2日，蘇貞昌遭國民黨立委江啟臣爆料治安會報竟已整整超過一年未開。行政院發言人丁怡銘則回應，年初爆發新冠疫情以來，各部會忙於防疫。為避免群聚，政府因而減少各式大型會議，連行政院院會都延到八月才恢復讓直轄市市長等列席人員出席。也強調：「隨國內疫情穩定，政院也會開始盤整需要再召開的大型會議，有必要就召開。」隔日，朱學恒在臉書寫道：「蘇貞昌自己的食安會報沒開、治安會報也沒開，卻可以堂而皇之地電高榮院長停車位有多少，人家停車位跟醫療無關，你不開會跟你本業有關。」
2020年12月1日，蘇貞昌在立法院稱「上禮拜我去屏東，那個信功豬肉出貨到日本，他還是國民黨中常委，他很支持耶！」不過信功肉品晚間隨即發出聲明，強調蘇貞昌2020年11月19日到公司參與台灣豬肉加工品外銷封櫃儀式，全程都沒有討論或提及萊豬議題，「故無蘇院長今（1日）於立法院所說明的支持萊豬之事」。行政院對此做出回應，表示蘇貞昌指的是在防範非洲豬瘟、口蹄疫拔針，輔導台灣豬肉出口的成效獲得廣大豬農支持。
2021年10月13日，蘇貞昌在立法院接受國民黨立委鄭麗文質詢是否支持國軍發展核子動力潛艇，鄭表示中華民國跟大陸地區的軍力對比失衡嚴重，蘇則反問鄭：「你是要投降是不是？」鄭強調，她指的是「要不要發展核子動力潛艦，為什麼不敢發展核子動力潛艦？有了核子動力潛艦就比傳統潛艦好很多，你們防衛的決心在哪裡？」蘇反嗆鄭：「妳要投降是不是，我們是要努力在做，什麼都不要，投降最好對不對？」未待鄭麗文回應，蘇貞昌繼續嗆她，「像妳現在一隻嘴，連講都不講，連拚都不拚，投降最好對不對？」鄭麗文此時回說：「我怕到時候投降的第一個是你，第二個是蔡英文！」不料蘇竟回嗆：「不會像妳這麼不要臉！」鄭被蘇的話激怒，要求暫停質詢並走到蘇面前質疑，「什麼叫我不要臉，請問一下院長是什麼意思？還可以這樣出言羞辱立法委員嗎？」此事件曝光後，引起網路上的軒然大波。
2022年5月，對於藝人郭彥均發表文章「因疫情很多孩子走了」表示是假消息，要嚴加查辦、嚴懲消息散播者，遭到批評為打壓言論自由，刑事局事後發表此言論並無約談之計畫。
2022年11月，蘇貞昌擔任閣揆時期爆其女兒蘇巧純承包桃園市圖書館工程，被時任桃園市市長候選人張善政批評「蘇貞昌曾說過，他的家人在任內不會承包任何政府工程，蘇貞昌是台灣最大的門神」。
2022年11月，國民黨立委洪孟楷在立法院關心最低工資法為何遲遲未送立法院審議，雙方在質詢過程中不斷起衝突。蘇貞昌甚至嗆聲：「你媽媽在質詢，都沒有像你這樣」，洪孟楷則表示：「不要扯，我不會講你的女兒，你也不用講我的媽媽，互相尊重」。

## 個人生活

### 家族
蘇貞昌家裡原為屏東縣望族，祖父蘇雲英是清朝秀才，於日治時期擔任港西中里頭前溪庄長、阿緱廳參事、阿緱廳阿緱區區長、高雄州協議員，並為臺灣商工銀行（第一商業銀行前身）創始人之一；祖伯父蘇雲梯於日治時期擔任阿緱廳參事，曾協助平定林少貓事件；父親蘇啟東為公務員，任職於屏東縣政府；母親蘇江清蓮是萬丹鄉社皮小學教師。
蘇貞昌出生於臺灣省屏東市（今屏東縣屏東市），為家中長子。其大女兒蘇巧慧為第9－11屆新北市第五選舉區立法委員。

## 軼聞
- 因為蘇貞昌說話聲音低沈且有些沙啞，與重金属音乐中的死腔有相似之處，被開玩笑地稱呼是「台灣金屬死腔之父」。蘇貞昌本人亦於2015年12月26日台灣金屬樂團閃靈樂團舉辦的「鎮魂護國」中正紀念堂大型演唱會中上台支持正在參選立法委員的主唱林昶佐（Freddy），並自嘲講話跟Freddy唱歌的聲音一樣[107]。
- 於新型冠狀病毒引發的肺炎疫情期間，蘇貞昌不時在社交媒體發文貼「娃娃圖」，引發網友熱烈討論。及後蘇貞昌回應表示把嚴肅議題用更活潑、有趣、輕鬆的方式表現出來，希望帶動注意得到更好效果。[108]
- 2011年9月7日，媒體報導維基解密文件編號08TAIPEI1531電文指出：自2008年蔡英文接任民進黨主席，蘇貞昌於當年10月與美國在台協會台北辦事處時任處長楊甦棣會面時表示，「馬英九當局執政五個月來，表現雖不如預期，但民進黨仍無法從中取得優勢的原因在於，民進黨無法明確迅速的決定未來走向，也無力應付與陳水扁間的關係」。楊甦棣解讀，「蘇貞昌雖未直接出言批評，但顯然認為，自己如果掌理民進黨，做得會好很多（he could do a significantly better job in running the DPP）」；維基解密文件編號09TAIPEI1112電文指出：蘇貞昌在2009年9月與美國在台協會台北辦事處處長司徒文會面時說，「蔡英文完全不是一個有力的領導人，也沒有能力迅速解決問題」。蘇貞昌也認為，「民進黨沒有及早與涉及貪污的陳水扁切割，是一項錯誤」[109][110]。對此，蘇貞昌當日出席蔡英文南投縣競選總部擴大會議，對媒體提問回應「在當時確實有很多人擔心，但現在已經不是問題了」[111]。

## 參閱
- 第一次蘇貞昌內閣
- 第二次蘇貞昌內閣

## 外部連結
- 蘇貞昌官方網站-超越基金會（页面存档备份，存于）
- 蘇貞昌的Facebook專頁
- 蘇貞昌的Instagram帳戶
- 蘇貞昌的X（前Twitter）
- YouTube上的蘇貞昌頻道

| 中華民國政府職務                   | 中華民國政府職務                                                      | 中華民國政府職務                   |
| ---------------------------------- | --------------------------------------------------------------------- | ---------------------------------- |
| 屏東縣政府                         |                                                                       |                                    |
| 前任： 施孟雄                      | 屏東縣縣長 第十一屆 1989年12月20日—1993年12月20日                     | 繼任： 伍澤元                      |
| 臺北縣政府                         |                                                                       |                                    |
| 前任： 尤清                        | 臺北縣縣長 第十三、十四屆 1997年12月20日—2004年5月20日                | 繼任： 林錫耀（代理） 正任：周錫瑋 |
| 中華民國總統府                     |                                                                       |                                    |
| 前任： 邱義仁                      | 總統府秘書長 第二十一任 2004年5月20日—2005年2月1日                    | 繼任： 游錫堃                      |
| 行政院                             |                                                                       |                                    |
| 前任： 謝長廷                      | 行政院院長（首次） 第二十任 2006年1月25日—2007年5月21日               | 繼任： 張俊雄                      |
| 前任： 賴清德                      | 行政院院長（再次） 第三十任 2019年1月14日—2023年1月31日               | 繼任： 陳建仁                      |
| 政党职务                           |                                                                       |                                    |
| 民主進步黨                         |                                                                       |                                    |
| 前任： 江鵬堅                      | 民主進步黨秘書長 第五任 1993年11月22日—1995年7月3日                   | 繼任： 邱義仁                      |
| 前任： 柯建銘（代理） 正任：陳水扁 | 民主進步黨主席（首次） 第十一屆第一次補選 2005年2月15日—2005年12月3日 | 繼任： 呂秀蓮（代理） 正任：游錫堃 |
| 前任： 陳菊（代理） 正任：蔡英文   | 民主進步黨主席（再次） 第十四屆 2012年5月30日—2014年5月28日           | 繼任： 蔡英文                      |